# Kehlegg
Kehlegg je horská vesnice, která je součástí obce Dornbirn ve Vorarlbersku (západní Rakousko). Díky vlastnímu hřbitovu, mateřské a základní škole a vlastní hasičské zbrojnici si vesnice zachovala určitou nezávislost, přičemž zároveň těží z výhod spojení s městem Dornbirn, jako je např. napojení na městskou autobusovou síť.

## Geografie

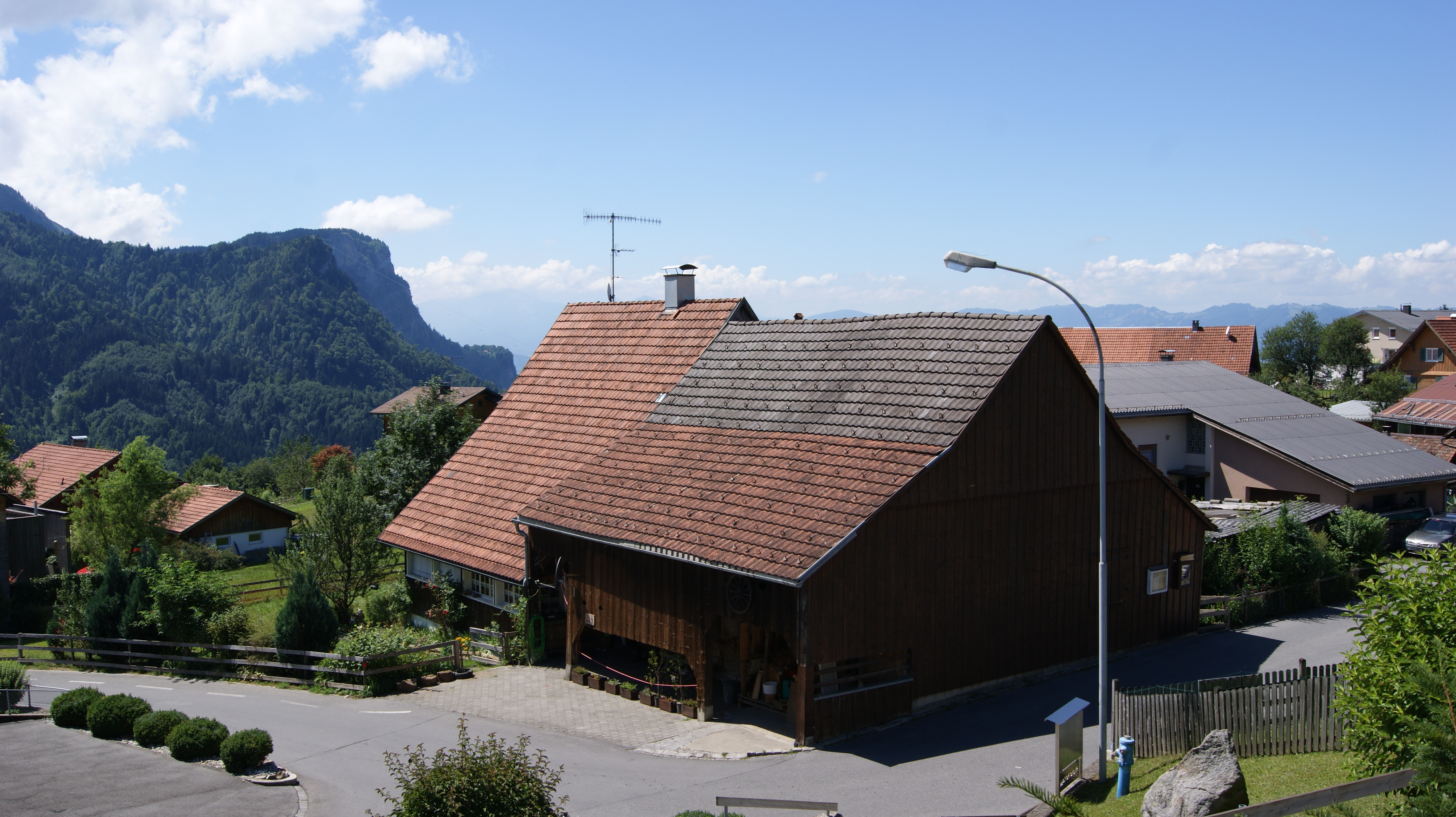
Kehlegg - dům č. 2

Kehlegg se nachází na východním okraji Vorarlberského údolí Rýna a na západním úpatí pohoří Bregenzský les v nadmořské výšce 794 metrů nad mořem. Částečně přírodní krajinu charakterizují otevřená prostranství, lesní výběžky a osamělé listnaté stromy (většinou jde o staré ovocné stromy, javory a kaštany). Zemědělství je stále výrazným prvkem v sídelní struktuře obce, od 60. let však přibylo mnoho rodinných domů. Nedotčený venkovský charakter a zároveň strategická poloha na okraji města Dornbirn s výhledem do krajiny vedli v některých případech k vysokým cenám nemovitostí.

## Původ jména
Jméno Kehlegg se ve Vorarlberštině vyslovuje jako „Kälig“ případně jako „Kählegg“. Kolem roku 1354 se Kehlegg nazýval „ Kenlegg “ a kolem roku 1431 podle starého klášterního kalendáře „ Kenleg“. Pozemková kniha z roku 1650 uvádí název „ Khienlegg “.
Název pravděpodobně pochází z rétorománštiny – výraz „Kennel“ označuje umělý vodní tok. „Kenlegg“ je zkomolenina z „Quellenegg“ (česky „Pramenný kout“ či „Pramenný výběžek“). Pramenitá voda pro vesnici byla totiž kdysi vedena dolů do farem dřevěným kanálem.

## Historie

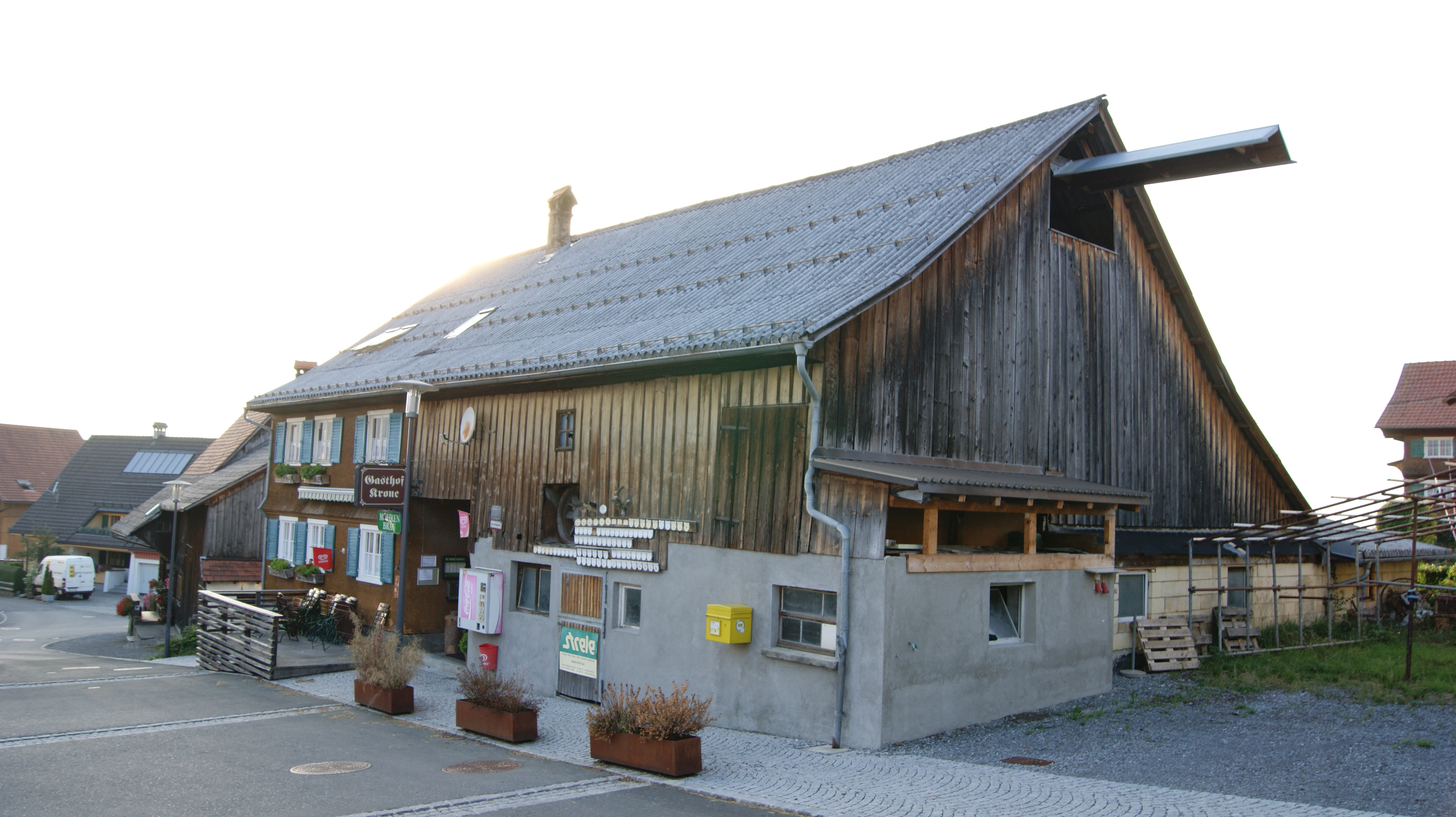
Hostinec Krone

Kehlegg byl poprvé zmíněn v dokumentu v roce 1354. V roce 1630 nebo 1635 byla vesnice zasažena černou smrtí a údajně téměř vylidněna. V roce 1732 bylo při požáru zničeno 21 domů a stodol. Původně kehleggští sedláci pěstovali hlavně obilí a len, ale s výstavbou cest nabýval na významu chov dobytka. Pro zpřístupnění pastvin byly v dolní části obce vymýceny strmé svahy. Hospodářský význam mělo i využití vody; bývalé lázně Bad Kehlegg u potoka Steinebach oplývaly dle lázeňské příručky z roku 1830 sirným pramenem s dobrou pitnou a koupací vodou. Minerální voda, která se v Kehleggu také stáčela do lahví, byla dříve známa po celém Vorarlbersku.
Dne 14. října 1923 byl zřízen první telefon v Kehleggu v hostinci Krone s číslem 171. Na tento telefon se postupně napojilo 22 uživatelů, přičemž každý člen zaplatil za spojení 96 000 rakouských korun.

## Politika
Politicky Kehlegg spadá pod město Dornbirn, jehož starostkou je od roku 2013 Andrea Kaufmann (ÖVP). Vesnice Kehlegg proto tvoří pouze jeden z volebních obvodů Dornbirnu a nemá svého starostu ani představeného. Územně spadá do obvodu Oberdorf.

## Pamětihodnosti

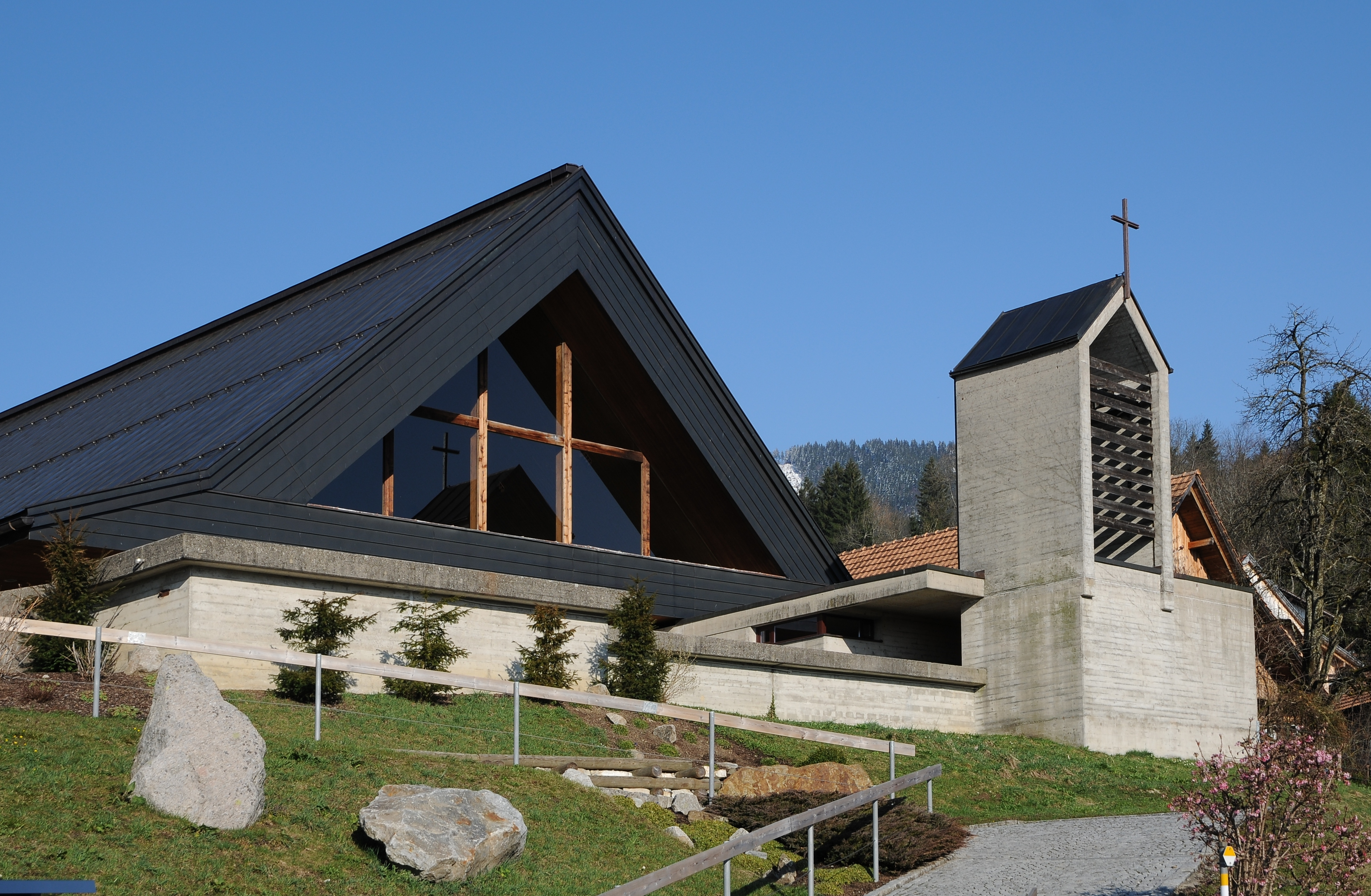
Kaple Panny Marie Sněžné v Kehleggu

Kehlegg je výchozím bodem pro různé horské túry a oblíbeným výletním cílem obyvatel Dornbirnu. Vesnice má kompaktní sídelní jádro s četnými statky ve stylu Rheintalhof, z nichž některé jsou starší než 200 let. Kaple Panny Marie Sněžné, postavená v roce 1973, je považována za architektonicky hodnotnou, protože je umně zakomponována do panoramatu okolních hor. Madona vystavená uvnitř vznikla pravděpodobně kolem roku 1470 a je připisována dílně Hanse Multschera.

## Webové odkazy
- Oficiální stránky města Dornbirn
- Článek Kehlegg Archivováno 8. 3. 2022 na Wayback Machine. v Dornbirnském lexikonu městského archivu Dornbirn